# Yetisports
Yetisports, även känt som Pingu Throw, är ett webb-baserat flashspel som dök upp på internet i januari 2004. Originalspelet går ut på att få en yeti att slå en pingvin med en klubba för att få den att flyga så långt som möjligt.
Strax efter att spelet dök upp skapades flera varianter av spelet av olika personer på internet. Dessa har i varierande grad varit mer eller mindre våldsamma och kopierat mer eller mindre av originalspelet.

## Spel
Sedan originalspelet släpptes har nio ytterligare spel med Yetin släppts.
1. Pingu Throw - Har även släppts på Playstation Network.
2. Orca Slap - Spelaren ska få pingviner att träffa en darttavla genom att kasta snöbollar på dem. (Släppt 12 februari 2004)
3. Seal Bounce - Spelaren ska kasta en pingvin så högt upp i luften som möjligt. Om pingvinen studsar på sälar i väggarna kan det komma högre. (Släppt 18 mars 2004)
4. Albatros Overload - En pingvin står på ena sidan av en gungbräda. Spelaren ska sedan få yetin att hoppa på gungbrädan så att pingvinen flyger och förhoppningsvis greppar tag i en av många albatrosser i luften. Spelaren kan nu styra när albatrossen ska flaxa med vingarna och det gäller att flyga så långt med pingvinen som möjligt. (Släppt 29 april 2004)
5. Flamingo Drive - Spelet utspelar sig i Afrika och spelaren ska med en flamingo som golfklubba slå en pingvin så långt som möjligt på 5 slag. Det förekommer hinder såsom giraffer, träd och elefanter. (Släppt 17 juni 2004)
6. Big Wave - Yetin ska göra trick på en vattenvåg. (Släppt 2 september 2004)
7. Free Ride - Yetin snowboardar ner för en backe och tävlar mot 10 pingviner. Det gäller att få så mycket poäng som möjligt via trick och en bra placering i mål. (Släppt 14 oktober 2004)
8. Jungle Swing - Ytein ska svinga sig upp i ett träd från gren till gren. (Släppt 4 april 2004)
9. Final Spit - Yetin tvingar en lama att spotta på djur, det gäller att träffa så många pingviner som möjligt. (Släppt 7 juli 2004)
10. Icicle Climb